# 에밀 부트루
에티엔 에밀 마리 부트루(Étienne Émile Marie Boutroux)는 1845년 7월 28일 몽트루주에서 태어나 1921년 11월 22일 파리에서 사망한 프랑스의 철학자이자 철학사학자이다.

## 생애
리세 나폴레옹(현 리세 앙리카트르)에서 중등 교육을 마치고, 부트루는 1866년 에콜 노르말 쉬페리외르에 합격하여 그곳에서 쥘 라슐리에의 수업을 들었다. 이어서 부트루는 1868년 철학 아그레가시옹을 합격하고 나서, 곧바로 펠릭스 라베송을 만나서 1870년까지 하이델부르크 대학교에서 남아있었다. 이어서 부트루는 리세 드 캉에서 철학 교사직을 얻었다. 1874년에 철학 박사학위를 따고 나서, 부트루는 몽펠리에 대학에서 철학을 가르쳤는데, 이후 낭시 대학교에서, 1878년에는 에콜 노르말 쉬페리외르에서, 1885년부터는 마침내 소르본에서 가르쳤다.
부트루는 1898년 윤리 정치학 아카데미 회원으로 선출되었고, 1912년에는 아카데미 프랑세즈 회원으로 뽑혔다.
1902년, 부트루는 이후 돈-티에르 재단이 되는 티에르 재단의 이사장으로 임명되었다.
부르투가 가르친 제자들로는 앙리 베르, 아벨 레, 앙리 베르그손, 모리스 블롱델, 에밀 뒤르켐이 있다.
부르투는 1898년 10월 9일 낭시에서 만난 수학자 앙리 푸앵카레의 누이인 알린 푸앵카레와 결혼하여 아들 피에르 부트루와 딸 루이즈 부트루를 가졌다. 아들은 이후 수학자, 사학자, 수학철학자가 되었고, 딸은 피에르 비이이와 결혼했다. 루이 파스퇴르의 제자인 화학자 레옹 부트루는 에밀 부트루의 형제였다.
에밀 부트루는 1921년 11월 22일 파리 16구 뷔고 로터리(현 샹슬리에-아드노에 광장) 5번가에 위치한 자택에서 사망하여, 몽파르나스 공동묘지 16구역에 묻혔다.

## 같이 보기
- 규약주의